# Río Blanco (Reloncaví)
El río Blanco es un curso natural de agua que nace de un glaciar de la ladera noreste del volcán Hornopirén en la Región de Los Lagos y fluye hacia el norte con aguas turbias en un lecho pedregoso con color amarillento de una quebrada limitada estrechamente por paredes graníticas, pasa por dos profundos barrancos de basalto de 40 a 50 m de altura rodeada por tupida vegetación. Al llegar a su desembocadura en el fiordo de Reloncaví su quebrada se ensancha hasta formar costas bajas y suaves. Desemboca al sur de la desembocadura del río Puelo.: 85 

## Historia
En 1870 y en julio de 1896 ocurrieron avalanchas que arrastraron enormes cantidades de hielo, agua, barro, rocas y árboles arrancados de raíz que se acumularon en la parte oeste de los llanos de Yate.: 85 
Ramón Serrano Montaner lo describe brevemente en su "Derrotero" de 1891:: 470 
Rio Blanco — Es solo un gran torrente que parece tener su orijen en el ventisquero oriental del volcan Yate; desciende por una quebrada estrecha que solo se ensancha al llegar al estero Reloncaví, por el SE, de Sotomó.